# 153284 Frieman
153284 Frieman este un asteroid din centura principală de asteroizi.

## Descriere
153284 Frieman este un asteroid din centura principală de asteroizi. A fost descoperit pe 21 februarie 2001 la Apache Point Observatory în cadrul programului Sloan Digital Sky Survey. Asteroidul prezintă o orbită caracterizată de o semiaxă mare de 3,04 ua, o excentricitate de 0,10 și o înclinație de 6,8° în raport cu ecliptica.